# Hisashi Inoue
Inoue Hisashi (井上 ひさし, Inoue Hisashi, 16 de novembro de 1934 – 9 de abril de 2010)[carece de fontes?] foi um dramaturgo japonês e escritor de ficção-cômica. De 1961 à 1986, ele usou o pseudônimo de Uchiyama Hisashi.